# Biografielijst Aj

## Aje
- Arlind Ajeti (1993), Zwitsers-Albanees voetballer

## Ajg
- Gennadi Ajgi (1934-2006), Russisch dichter

## Aji
- Bola Ajibola (1934), Nigeriaans politicus en rechter
- Oluwafemi Ajilore (1985), Nigeriaans voetballer

## Ajo
- Jules Ajodhia (1945), Surinaams politicus

## Aju
- Chioma Ajunwa (1970), Nigeriaans atlete
- Ibon Ajuria (1971), Spaans wielrenner

## Ajv
- Ivan Ajvazovski (1817-1900), Russisch kunstschilder